# John Phillips (musicien)
Pour les articles homonymes, voir John Phillips et Phillips.
John Edmund Andrew Philips, dit John Phillips, né le 30 août 1935 à Parris Island, Caroline du Sud, et mort le 18 mars 2001 à Los Angeles, est un musicien américain, surtout connu comme membre du groupe The Mamas and the Papas.

## Biographie
John Philips est le fils d'un officier du corps des Marines qui a participé à la Première Guerre mondiale et d'une femme rencontrée à Oklahoma City.
En 1966, il forme le groupe The Mamas and the Papas dont il signe la plupart des succès, dont  California Dreamin', Monday, Monday, I Saw Her Again et Creeque Alley. Il écrit, pour son ami Scott McKenzie, la chanson San Francisco (Be Sure to Wear Flowers in Your Hair). 
Avec le groupe, il participe au Festival international de musique pop de Monterey, en 1967. Il enregistre en 1969 un album solo, John, the Wolf King of L.A. qui n'est pas un succès commercial, et John Phillips commence ensuite à se retirer du feu des projecteurs. 
En 1975, il est chargé de créer une partie de la bande sonore du film de Nicolas Roeg, The Man Who Fell to Earth (L'Homme qui venait d'ailleurs), avec David Bowie.
John Philips meurt d'un arrêt cardiaque, le 18 mars 2001, à Los Angeles.
En 2009, dans son livre de souvenirs High on Arrival, sa fille Mackenzie Phillips (actrice et chanteuse), affirme qu'elle a dû subir des relations sexuelles avec son père, à la veille de son premier mariage à 19 ans et qu'elle a été amenée à se droguer avec lui, dès l'âge de 12 ans.